# 皮耶尼內國家公園
49°25′N 20°22′E / 49.417°N 20.367°E

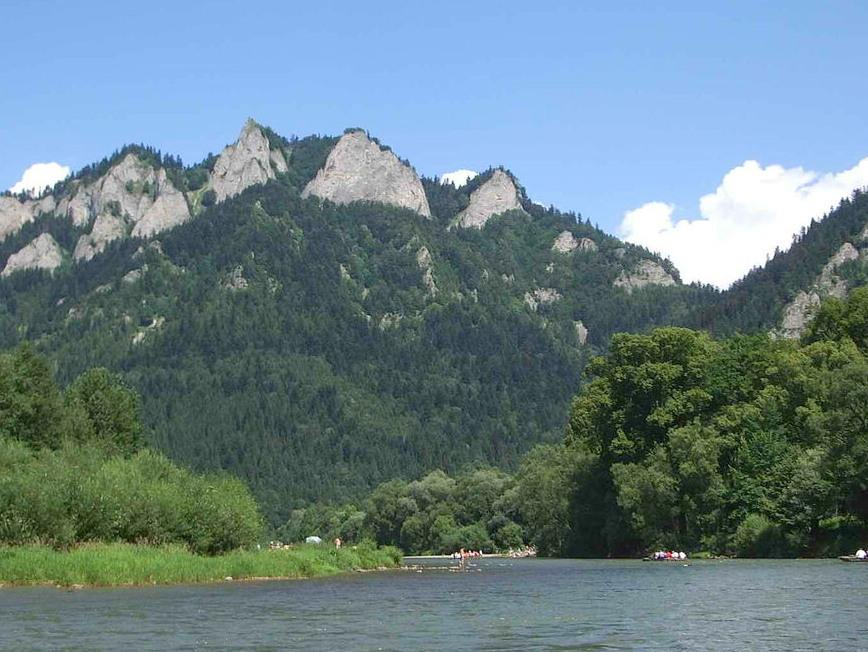

皮耶尼內國家公園是波蘭的國家公園，位於該國南部，由小波蘭省負責管轄，毗鄰與斯洛伐克接壤的邊境，始建於1932年，面積23平方公里，最高點海拔高度1,050米。

## 外部連結
- Park's official website （页面存档备份，存于）
- More info about the Park （页面存档备份，存于）
- The Board of Polish National Parks